# Karl Anton Klammer
Karl Anton Klammer (Pseudonym K.L. Ammer) (* 13. Oktober 1879 in Wien, Österreich-Ungarn; † 8. März 1959 ebenda) war ein österreichischer Offizier und späterer Verlagsleiter, der um 1910 eine gewisse Bedeutung und Bekanntheit als literarischer Übersetzer erlangt hat.

## Leben
Klammer stammte aus einer Familie mit langer militärischer Tradition und absolvierte nach der Matura die Militärakademie in Wiener Neustadt. Im Jahr 1902 kam er als junger Offizier zu einem k. u. k. Dragonerregiment in Ostgalizien, wo er mehrere Jahre stationiert war.
In Galizien verfasste Klammer dann unter dem Pseudonym „K.L.Ammer“ Übertragungen eines Großteils der damals bekannten Gedichte Arthur Rimbauds sowie der Gedichte François Villons. Beide erschienen in Buchform 1907.
Nach dem Ende des Ersten Weltkriegs verließ Klammer die Armee und trat 1919 in die Wiener Verlagsanstalt Freytag und Berndt ein, die er bis 1949 leitete. Seine literarischen Tätigkeiten stellte er weitgehend ein.

## Tätigkeit in der Kultur
Schon als Schüler hatte Klammer begonnen, Gedichte zu verfassen. Hierbei beschäftigte er sich auch mit zeitgenössischer französischer Lyrik und versuchte sich, offenbar nicht recht zufrieden mit den eigenen Produkten, an der Übertragung symbolistischer Autoren. Als er 1899 eigene Gedichte sowie einige Übertragungen an den bekannten deutschen Schriftsteller Richard Dehmel sandte, verhalf dieser ihm zum Abdruck u. a. in der Berliner Zeitschrift Pan. Im selben Jahr erschienen Übertragungen von Gedichten Maurice Maeterlincks in der Wiener Rundschau.
Heute gelten „Ammers“ Rimbaud- und Villon-Übertragungen als wichtiger Impuls für die Entwicklung der deutschen Lyrik vor und nach dem Ersten Weltkrieg, insbesondere die des Expressionismus.
In Erinnerung geblieben ist Klammer auch wegen des Plagiatsskandals rund um Bertolt Brechts Dreigroschenoper, den Alfred Kerr 1929 in Berlin ausgelöst hatte. Brecht hatte in seinen in dem Stück enthaltenen „Songs“ längere Passagen aus der Villon-Übertragung Klammers entlehnt. Dieser, dem das Aufsehen eher unangenehm war, einigte sich mit dem Bühnenverlag Felix Bloch Erben auf eine Abgeltung in Höhe von zwei Promille der Einnahmen. Der Erfolg von Brechts Stück bescherte Klammer einen beachtlichen Gewinn, mit dem er sich einen Weingarten in Grinzing (Wien) kaufte.
Klammer korrespondierte mit bedeutenden Autoren und Wissenschaftlern wie Franz Blei, Bertolt Brecht, Franz Theodor Csokor, Stefan George, Hermann Hakel, Hugo von Hofmannsthal, Maurice Maeterlinck, Henri Queffélec, Richard Schaukal, Erwin Schrödinger, Stefan Zweig.

## Werke

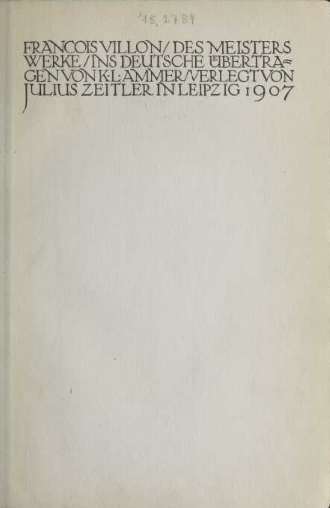
François Villon (1907)

- Karl Klammer: Erinnerungen. Von k. und k. Oberstleutnant Karl Klammer. In: Hochland. 48. Jg., 1955/56, S. 352–360.
- Maurice Maeterlinck: Gedichte. Deutsch von K. L. Ammer u. Friedrich v. Oppeln-Bronikowski. Diedrichs, Jena 1906.
- Jean-Arthur Rimbaud: Leben und Dichtung. Übertragen von K. L. Ammer. Mit einem Geleitwort von Stefan Zweig. Insel-Verlag, Leipzig 1907.
- François Villon: Des Meisters Werke. Ins Deutsche übertragen von K. L. Ammer. Zeitler, Leipzig 1907 online. Neu aufgelegt 1918 und, unter dem irreführenden Titel Balladen, nochmals 1930. Nach dem Zweiten Weltkrieg erschien es im Reclam-Verlag in Leipzig unter dem Titel Die sehr respektlosen Lieder des François Villon und wurde etliche Male nachgedruckt.